# كأس القارات لألعاب القوى
كأس القارات لألعاب القوى (بالإنجليزية: IAAF Continental Cup)، مسابقة لألعاب القوى خاصة بالفرق، ينظمها الاتحاد الدولي لألعاب القوى.
تم إحداث كأس القارات بديلا لكأس العالم لألعاب القوى الذي كان يعقد كل سنتين منذ 1977

## قانون المسابقة
يتم تجميع فرق من القارات الخمس، أفريقيا، الأمريكيتين، أوروبا، أسيا، وأوقيانوسيا.
يشارك لاعبين من كل قارة في كل فعالية، إلا في بعض الفعاليات يتم إشراك ثلاث لاعبين.
خلافا لكأس العالم لألعاب القوى، يتم الترتيب النهائي لكأس القارات بجمع عدد النقاط لكل فريق ذكور وإناث.

## الدورات
الدورة الأولى للمسابقة ستقام بمدينة سبليت في أوكرانيا يومي 4 و 5 سبتمبر 2010.و الدورة التانية ستقام بمدينة مراكش سنة 2014